# Polemon robustus
Polemon robustus är en ormart som beskrevs av de Witte och Laurent 1947. Polemon robustus ingår i släktet Polemon och familjen Atractaspididae. Inga underarter finns listade i Catalogue of Life.
Denna orm förekommer i Afrika från södra Centralafrikanska republiken till centrala Kongo-Kinshasa och norra Angola. Arten lever i låglandet och i kulliga områden upp till 900 meter över havet. Individerna lever i fuktiga skogar och de besöker kanske savanner. Polemon robustus gräver i lövskiktet och i det översta jordlagret. Den har ett giftigt bett. Honor lägger ägg.
För beståndet är inga hot kända. Hela populationen anses vara stor. IUCN listar arten som livskraftig (LC).